# Anaplecta azteca
Anaplecta azteca är en kackerlacksart som beskrevs av Henri Saussure 1868. Anaplecta azteca ingår i släktet Anaplecta och familjen småkackerlackor. Inga underarter finns listade i Catalogue of Life.